# Lemahireng (Bawen)
Lemahireng is een bestuurslaag in het regentschap Semarang van de provincie Midden-Java, Indonesië. Lemahireng telt 7111 inwoners (volkstelling 2010).